# ヘンリー・ウォロップ (1794年没)
ヘンリー・ウォロップ閣下（英語: Hon. Henry Wallop、1743年? – 1794年8月）は、グレートブリテン王国の政治家。

## 生涯
リミントン子爵ジョン・ウォロップとキャサリン・コンデュイット（Catharine Conduitt、1721年ごろ – 1750年4月15日、ジョン・コンデュイットとキャサリン・バートンの娘）の次男として生まれた。
1762年に中尉および大尉（lieutenant and captain）として近衛歩兵第三連隊に入隊、1768年3月29日に第41歩兵連隊の大尉に昇進した。
国王ジョージ3世は1764年にウォロップを叔父カンバーランド公爵ウィリアム・オーガスタスの寝室宮内官に推薦するよう求められ、推薦を辞退したが、1765年8月24日にウォロップを自身の寝室宮内官に任命、以降ウォロップは1771年10月10日まで寝室宮内官を務めた。
1768年イギリス総選挙で兄にあたる第2代ポーツマス伯爵ジョン・ウォロップが1議席を掌握していたウィットチャーチ選挙区から出馬、無投票で庶民院議員に当選したが、議会では投票と演説の記録がなく、1774年イギリス総選挙にも出馬せず1期で議員を退任した。
1794年8月、生涯未婚のまま死去した。